# 宝拉·格鲁登
宝拉·格鲁登（英語：Paula Gruden, Pavla Gruden, 1921年2月14日—2014年1月26日）是一名澳大利亚诗人、翻译家、编辑。
格鲁登出生于卢布尔雅那，在第二次世界大战中被强迫到德国进行强迫劳动，之后她为盟军担任秘书和翻译官。1948年后，她迁居澳大利亚悉尼，并创建杂志《Svobodni razgovori》并担任编辑。她的作品为英文和斯洛文尼亚语。她也是斯洛文尼亚作家协会会员。

## 传记
- Ljubezen pod džakarando. Ljubljana: Prešernova družba, 2002 COBISS 120212736
- Snubljenje duha. Ljubljana: Slovenska izseljenska matica, 1994 COBISS 41489920